# Palais Corrodi
Le Palais Corrodi, à Rome, est un grand bâtiment du début des années 1900, qui occupe tout un pâté de maisons entre le lungotevere Arnaldo da Brescia, la via Luisa di Savoia, la via Maria-Adelaide et la via Maria Cristina, dans le rione Campo Marzio.

## Histoire
Le bâtiment a été conçu par Hermann David Salomon Corrodi, peintre d'origine suisse, mais avec la citoyenneté italienne, universitaire de San Luca, peintre de paysages et orientaliste à succès. Le palais était destiné à des étudiants artistes. Réalisé par ses héritiers, il fut jusque dans les années 30 également un lieu pour les peintres, comme Enrico Coleman, Onorato Carlandi ou Giulio Aristide Sartorio. Mais il a été également, en 1924, l'un des endroits fondateurs de la radio italienne, permettant la naissance de l'Union de la radio italienne, l'ancêtre de l'actuel RAI, comme indiqué sur la plaque posée en 2014.
Au début des années 1930, cependant, la propriété a changé de destination, et a été rénovée pour le compte de la Metro-Goldwyn-Mayer, qui en avait fait son siège à Rome. 
Une restructuration a été effectuée en 1988-92 par Paolo Portoghesi. Actuellement (2016), le palais est le siège de la caisse de retraite des géomètres, et dispose de locaux et de services de représentation.